# Labilitat afectiva
La labilitat afectiva és l'alteració contundent i/o sobtada de sentiments i emocions, normalment observables en la seva sobreexpressió. Pot ser provocada per un fet extern o no, però habitualment s'acostuma a observar que "sempre hi ha una desproporció entre el que la causa i la seva manifestació". Un cas típic és el d'una persona que es posa a plorar desconsoladament i al mateix temps diu que no sent tristesa. Es dona en les demències, però també en persones sense cap dèficit.